# Lepidaploa rigida
Lepidaploa rigida là một loài thực vật có hoa trong họ Cúc. Loài này được (Sw.) H.Rob. mô tả khoa học đầu tiên năm 1990.